# 2. Basketball-Bundesliga 1987/88
Die Saison 1987/1988 war die dreizehnte Saison der 2. Basketball-Bundesliga.

## Modus
Es wurde in zwei Gruppen Nord und Süd mit je zwölf Mannschaften (die Staffelgröße wurde zur Saison 1987/1988 auf zwölf aufgestockt) gespielt. Nach einer Einfachrunde spielten die ersten vier Mannschaften einer Staffel eine zweigleisige Aufstiegsrunde aus, deren Sieger in die Basketball-Bundesliga aufstieg. Die Mannschaften von Platz 5–8 einer Staffel spielten in zwei Runden mit Hin- und Rückspiel eine Platzierungsrunde aus. Die restlichen vier Mannschaften spielten eine Abstiegsrunde in ihren Staffeln aus. Aus der Nordstaffel stiegen aufgrund der zugeordneten Regionalligen regulär zwei Mannschaften und aus der Südstaffel drei Mannschaften ab. Sowohl in die Aufstiegs- als auch Abstiegsrunde wurden alle Punkte der Hauptrunde mitgenommen.

## Teilnehmende Mannschaften

### Gruppe Nord
Der BC Giants Osnabrück zog sich als Absteiger aus der Basketball-Bundesliga komplett vom Spielbetrieb zurück. Der OSC Bremerhaven zog sich bereits vor Saisonbeginn aus der Basketball-Bundesliga zurück, so dass es keine Absteiger in die 2. Basketball-Bundesliga gab. Durch die Aufstockung auf zwölf Mannschaften gab es somit insgesamt fünf Aufsteiger.
- TSV Hagen 1860
- MTV Wolfenbüttel
- TuS Opladen
- VBC Paderborn
- TuS Herten
- SC Rist Wedel
- BG Zehlendorf Berlin

Aufsteiger aus den Regionalligen Nord und West
- TuS Bramsche
- SG FT/MTV Braunschweig

Spielgemeinschaft aus FT und MTV Braunschweig
- Eintracht Hildesheim
- Neuköllner Sportfreunde
- FC Schalke 04

### Gruppe Süd
Analog zur Nordstaffel gab es aufgrund der fehlenden Absteiger aus der Basketball-Bundesliga und der Aufstockung der Staffelgröße vier Aufsteiger.
- USC Heidelberg
- SG BC/USC München

Spielgemeinschaft aus BC München und USC München
- SV 03 Tübingen
- SB DJK Rosenheim
- DJK SB München
- TSV Ansbach
- KuSG Leimen
- TV Germania Trier

Aufsteiger aus den Regionalligen Mitte, Südwest und Süd
- MTV Kronberg
- Post-SV Nürnberg
- MTSV Schwabing
- SSV/SB Ulm

Spielgemeinschaft aus SSV 1846 Ulm und SB Ulm

## Saisonverlauf

### Abschlusstabellen Hauptrunde
Nord
| Platz | Team                       | Gesamt    | Gesamt |
| ----- | -------------------------- | --------- | ------ |
| 1.    | TSV Hagen 1860             | 2135:1747 | 42:4   |
| 2.    | SC Rist Wedel              | 1849:1694 | 38:6   |
| 3.    | FC Schalke 04 (N)          | 1757:1697 | 28:16  |
| 4.    | VBC Paderborn              | 1721:1713 | 24:20  |
| 5.    | Eintracht Hildesheim (N)   | 1719:1750 | 24:20  |
| 6.    | SG FT/MTV Braunschweig (N) | 1703:1698 | 24:20  |
| 7.    | MTV Wolfenbüttel           | 1653:1668 | 20:24  |
| 8.    | TuS Herten                 | 1940:2003 | 20:24  |
| 9.    | TuS Opladen                | 1796:1820 | 18:26  |
| 10.   | Neuköllner SF (N)          | 1611:1769 | 10:34  |
| 11.   | TuS Bramsche (N)           | 1653:1778 | 10:34  |
| 12.   | BG Zehlendorf Berlin       | 1750:1950 | 6:36   |

Süd
| Platz | Team                 | Gesamt    | Gesamt |
| ----- | -------------------- | --------- | ------ |
| 1.    | TSV Ansbach          | 2010:1754 | 36:8   |
| 2.    | SSV/SB Ulm (N)       | 1898:1631 | 36:8   |
| 3.    | MTV Kronberg (N)     | 1802:1575 | 34:10  |
| 4.    | KuSG Leimen          | 1813:1784 | 26:18  |
| 5.    | TV Germania Trier    | 1809:1671 | 24:20  |
| 6.    | Post-SV Nürnberg (N) | 1786:1763 | 22:22  |
| 7.    | SV 03 Tübingen       | 2006:1910 | 22:22  |
| 8.    | MTSV Schwabing (N)   | 1609:1758 | 16:28  |
| 9.    | USC Heidelberg       | 1551:1710 | 14:30  |
| 10.   | SG BC/USC München    | 1742:1929 | 14:30  |
| 11.   | SB DJK Rosenheim     | 1718:2006 | 10:34  |
| 12.   | DJK SB München       | 1625:1878 | 10:34  |

### Aufstiegsrunden
Nord
| Platz | Team                       | Gesamt*   | Gesamt* |
| ----- | -------------------------- | --------- | ------- |
| 1.    | TSV Hagen 1860             | 3204:2594 | 60:4    |
| 2.    | SC Rist Wedel              | 2758:2563 | 52:12   |
| 3.    | FC Schalke 04 (N)          | 2551:2571 | 34:30   |
| 4.    | VCB Paderborn              | 2519:2576 | 32:32   |
| 5.    | Eintracht Hildesheim (N)   | 2545:2623 | 32:32   |
| 6.    | SG FT/MTV Braunschweig (N) | 2477:2546 | 30:34   |

Süd
| Platz | Team                 | Gesamt*   | Gesamt* |
| ----- | -------------------- | --------- | ------- |
| 1.    | SSV/SB Ulm (N)       | 2751:2437 | 52:12   |
| 2.    | MTV Kronberg (N)     | 2615:2330 | 50:14   |
| 3.    | TSV Ansbach          | 2862:2576 | 46:18   |
| 4.    | TV Germania Trier    | 2600:2474 | 34:30   |
| 5.    | KuSG Leimen          | 2585:2610 | 32:32   |
| 6.    | Post-SV Nürnberg (N) | 2559:2607 | 24:40   |

 * Es wurden alle Ergebnisse der Hauptrunde in die Aufstiegsrunde mitgenommen.

### Abstiegsrunden
Nord
| Platz | Team                 | Gesamt *  | Gesamt * |
| ----- | -------------------- | --------- | -------- |
| 1.    | MTV Wolfenbüttel     | 2531:2495 | 36:28    |
| 2.    | TuS Opladen          | 2594:2668 | 26:38    |
| 3.    | TuS Herten           | 2797:2964 | 24:40    |
| 4.    | Neuköllner SF (N)    | 2456:2550 | 22:42    |
| 5.    | TuS Bramsche (N)     | 2457:2508 | 22:42    |
| 6.    | BG Zehlendorf Berlin | 2562:2793 | 14:50    |

Süd
| Platz | Team               | Gesamt *  | Gesamt * |
| ----- | ------------------ | --------- | -------- |
| 1.    | SV 03 Tübingen     | 2974:2721 | 40:24    |
| 2.    | SG BC/USC München  | 2711:2795 | 28:36    |
| 3.    | MTSV Schwabing (N) | 2406:2551 | 26:38    |
| 4.    | DJK SB München     | 2423:2590 | 24:40    |
| 5.    | USC Heidelberg     | 2279:2576 | 16:48    |
| 6.    | SB DJK Rosenheim   | 2443:2941 | 12:52    |

 * Es wurden alle Ergebnisse der Hauptrunde in die Abstiegsrunde mitgenommen.